# بي53
البروتين53 (بالإنجليزية: P53)‏ (المعروف أيضا ببروتين مثبط الورم 53)، هو جين مثبط للأورام في البشر، وهو مشفر بواسطة المورثة TP53 في الصبغي 17 لدى البشر. للبروتين 53 دور مهم في الكائنات متعددة الخلايا حيث يقوم في تنظيم دورة الخلية وبالتالي يلعب دورا رئيسيا في كبح الأورام والوقاية من السرطان. وبالتالي وصف p53 بأنه "حامي الجينوم"، و"الحارس"، وذلك مشيراً إلى دوره في الحفاظ على استقرار المعلومات الوراثية من خلال منع الطفرات الوراثية.
يشير الاسم p53 إلى كتلة البروتين الجزيئية باعتباره 53 كيلو دالتون (kDa) عن طريق حسابه بواسطة إس دي إس بايج. إلا أن الكتلة الفعلية للبروتين تبلغ 43.7 kDa وذلك عن طريق حساب مخلفات الأحماض الأمينية. هذا الاختلاف يرجع إلى العدد الكبير من البرولين في البروتين والتي تبطئ من الهجرة في إس دي إس بايج مما يجعلها تبدو أثقل مما هو عليه بالفعل. لوجظ هذا التأثير  مع p53 من مختلف الأنواع، بما في ذلك البشر والقوارض والضفادع، والأسماك.

## البناء
1. مجال تنشيط النسخ - النهاية الأمينية الحمضية (TAD)، المعروف أيضًا باسم مجال التنشيط 1 (AD1)، والذي ينشط عوامل النسخ. يحتوي الطرف N على اثنين من مجالات التنشيط النسخي التكميلي، مع واحد رئيسي في البقايا من 1 إلى 42 والآخر ثانوي في المخلفات 55-75، ويُشارِك على وجه التحديد في تنظيم العديد من الجينات المؤيدة للاستماتة. [6]
2. مجال التفعيل 2 (AD2) مهمٌ لنشاط الاستماتة، البقايا هي 43-63.
3. منطقة ثرية بالبرولين مهمة لنشاط الاستماتة في بي53 عن طريق التصدير النووي عبر بروتين كيناز منشط بالميتوجين (MAPK)، البقايا هي 64-92.
4. المجال المركزي لربط الحمض النووي (DBD). تحتوي على ذرة واحدة من الزنك وعدة أحماض أمينية أرجنين. هذه المنطقة مسؤولة عن ربط المكبّر المشترك بي53 LMO3. البقايا 102–292. [7]
5. مجال إشارات التوطين النووي (NLS)، المخلفات من 316-325.
6. مجال القلة المتجانسة (OD)، البقايا هي 307-355. الـ Tetramerization ضروري لنشاط بي53 في الجسم الحي.
7. النهاية الكربوكسيلية (طرف C) تشارك في تقليل تنظيم ارتباط الحمض النووي للمجال المركزي. المخلفات 356-393. [8]

عادةً ما تحدث الطفرات التي تعطل بي53 في السرطان في المجال المركزي لربط لحمض النووي (DBD). تدمّر معظم هذه الطفرات قدرة البروتين على الارتباط بتسلسلات الحمض النووي المستهدفة، وبالتالي تمنع التنشيط النسخي لهذه الجينات. على هذا النحو، فإن الطفرات في المجال المركزي لربط الحمض النووي هي طفرات متنحية لفقدان الوظيفة. جزيئات بي53 ذات الطفرات في مجال القلة المتجانسة (OD) تتحد مع النوع البري بي53، وتمنعهم من تنشيط النسخ؛ لذلك فإن طفرات مجال القلة المتجانسة (OD) لها تأثير سلبي مهيمن على وظيفة بي53.
النوع البري بي53 هو بروتين متقلب، يتكون من مناطق مطويّة وغير منظمة تعمل بطريقة تآزرية. 

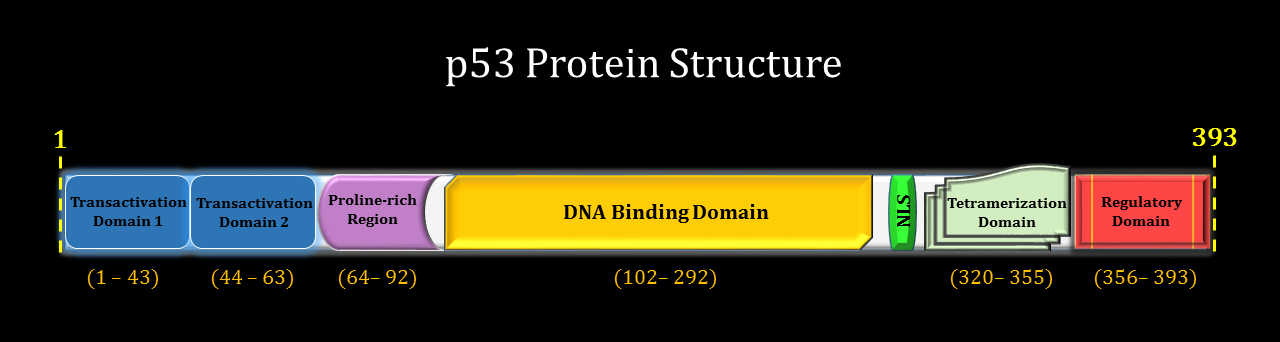
رسم لمجالات البروتين المعروفة في بي53. (NLS = إشارة التوطين النووية).

## الجين
في البشر، يقع جين TP53 على الذراع القصيرة للصبغي 17. يمتد الجين إلى 20 كيلوبايت، مع إكسون 1 غير مشفر وإنترون أول طويل جدًا يبلغ 10 كيلوبايت. يحتوي تسلسل الترميز على خمس مناطق تُظهِر درجة عالية من الحفظ في الفقاريات، في الغالب في إكسون 2 و 5 و 6 و 7 و 8، لكن التسلسلات الموجودة في اللافقاريات تُظهِر تشابهًا بعيدًا فقط مع TP53 للثدييات. حصل التعرف على أورثولوجي TP53 في معظم الثدييات التي تتوفر لها بيانات مجموع مورثي كاملة. 

### جين TP53 البشري
في البشر، ينطوي تعدد الأشكال الشائع على استبدال البرولين بالأرجنين في موضع الشيفرة الجينية 72. وقد بحثت العديد من الدراسات في الارتباط الجيني بين هذا الاختلاف وقابلية الإصابة بالسرطان. ومع ذلك، كانت النتائج مثيرة للجدل. على سبيل المثال، فشل التحليل التلوي من عام 2009 في إظهار ارتباط لسرطان عنق الرحم. وجدت دراسة أجريت عام 2011 أن طفرة برولين TP53 كان لها تأثير عميق على خطر الإصابة بسرطان البنكرياس بين الذكور. وجدت دراسة أجريت على النساء العربيات أن تماثل زيجوت البرولين في شيفرة جينية TP53 72 يرتبط بانخفاض خطر الإصابة بسرطان الثدي. أشارت إحدى الدراسات أن تعدد أشكال شيفرة جينية TP53 72 و MDM2 SNP309 و A2164G قد تترافق مجتمعة مع القابلية للإصابة بالسرطان غير الفموي البلعومي (Non-oropharyngeal cancer) وأن MDM2 SNP309 بالاشتراك مع شيفرة جينية TP53 72 قد يُسرّع من تطور السرطان غير الفموي البلعومي لدى النساء. وجدت دراسة أجريت عام 2011 أن تعدد الأشكال شيفرة جينية 72 TP53 مرتبط بزيادة خطر الإصابة بسرطان الرئة. 
لم تجد التحليلات التلوية من عام 2011 أي ارتباط مهم بين تعدد أشكال الشفرة الجينية 72 TP53 وكلًا من خطر الإصابة بسرطان القولون والمستقيم وخطر الإصابة بسرطان بطانة الرحم. وجدت دراسة أجريت عام 2011 على مجموعة مواليد برازيليين وجود ارتباط بين الأرجنين TP53 غير المتحور والأفراد الذين ليس لديهم تاريخ عائلي للإصابة بالسرطان. وجدت دراسة أخرى عام 2011 أن النمط الجيني بي53 متماثل الزيجوت (Pro/Pro) كان مرتبطًا بزيادة خطر الإصابة بسرطان الخلايا الكلوية. 